# Sous-région de Raseborg
La sous-région de Raseborg (suédois : Raseborgsregionen, finnois : Raaseporin seutukunta) est une sous-région de l'Uusimaa en Finlande. 
Au niveau 1 (LAU 1) des unités administratives locales définies par l'Union européenne elle porte le numéro 014.

## Municipalités
La sous-région de Raseborg est composée des municipalités suivantes :
| Blason         | Municipalité        |
| -------------- | ------------------- |
| Hangon vaakuna | Hanko (ville)       |
| Ingå vapen     | Ingå (municipalité) |
| Raseborg Vapen | Raseborg (ville)    |

## Population
Depuis 1980, l'évolution démographique de la sous-région de Raseborg est la suivante:
| Année      | 1980   | 1985   | 1990   | 1995   | 2000   | 2005   | 2010   |
| ---------- | ------ | ------ | ------ | ------ | ------ | ------ | ------ |
| population | 44 195 | 44 579 | 44 746 | 44 192 | 43 353 | 43 533 | 44 073 |

## Politique
Les résultats de l'élection présidentielle finlandaise de 2018 sont:
- Sauli Niinistö   66.7%
- Pekka Haavisto   12.5%
- Nils Torvalds   7.4%
- Tuula Haatainen   4.0%
- Laura Huhtasaari   3.3%
- Paavo Väyrynen   3.1%
- Merja Kyllönen   2.0%
- Matti Vanhanen   0.9%